# Neuenhagen bei Berlin
Neuenhagen bei Berlin ist eine amtsfreie Gemeinde im Landkreis Märkisch-Oderland in Brandenburg, (Deutschland).

## Geografie
Neuenhagen liegt am östlichen Stadtrand Berlins. Nachbargemeinden sind Hoppegarten, Altlandsberg, Fredersdorf-Vogelsdorf und Schöneiche.

## Gemeindegliederung
Die Gemeinde hat keine Ortsteile. Wohnplätze sind
- Bollensdorf
- Elisenhof
- Marienheide
- Wiesengrund

## Geschichte
Neuenhagen wurde um 1230 bei der Besiedlung des Barnim als deutsches Kolonistendorf gegründet. Das älteste erhaltene Bauwerk aus dieser Zeit ist die aus Feldsteinen errichtete schmale frühgotische Dorfkirche. 1375 wurde Neuenhagen als Nyenhove im Landbuch der Mark Brandenburg erstmals urkundlich erwähnt.
Neuenhagen gehörte bis 1952 zum Landkreis Niederbarnim (bis 1947 in der preußischen Provinz Brandenburg, 1947–1952 im Land Brandenburg). Zwischen 1952 und 1993 lag die Gemeinde im Kreis Strausberg (1952–1990 im DDR-Bezirk Frankfurt (Oder), 1990–1993 im Land Brandenburg).
Eingemeindungen
Am 1. April 1929 wurde der Nachbarort Bollensdorf mit etwa 150 Einwohnern nach Neuenhagen eingegliedert.

## Bevölkerungsentwicklung
| Jahr | Einwohner |
| ---- | --------- |
| 1624 | 00 115    |
| 1805 | 00 157    |
| 1875 | 00 618    |
| 1890 | 00 859    |
| 1910 | 02 602    |
| 1925 | 05 471    |
| 1933 | 08 384    |
| 1939 | 11 997    |

| Jahr | Einwohner |
| ---- | --------- |
| 1946 | 11 656    |
| 1950 | 12 300    |
| 1964 | 13 008    |
| 1971 | 13 010    |
| 1981 | 12 238    |
| 1985 | 11 950    |
| 1990 | 11.265    |
| 1995 | 11.802    |

| Jahr | Einwohner |
| ---- | --------- |
| 2000 | 14.917    |
| 2005 | 16.325    |
| 2010 | 16.911    |
| 2015 | 17.593    |
| 2020 | 18.832    |
| 2021 | 18.941    |
| 2022 | 19.091    |
| 2023 | 19.163    |
| 2024 | 19.225    |

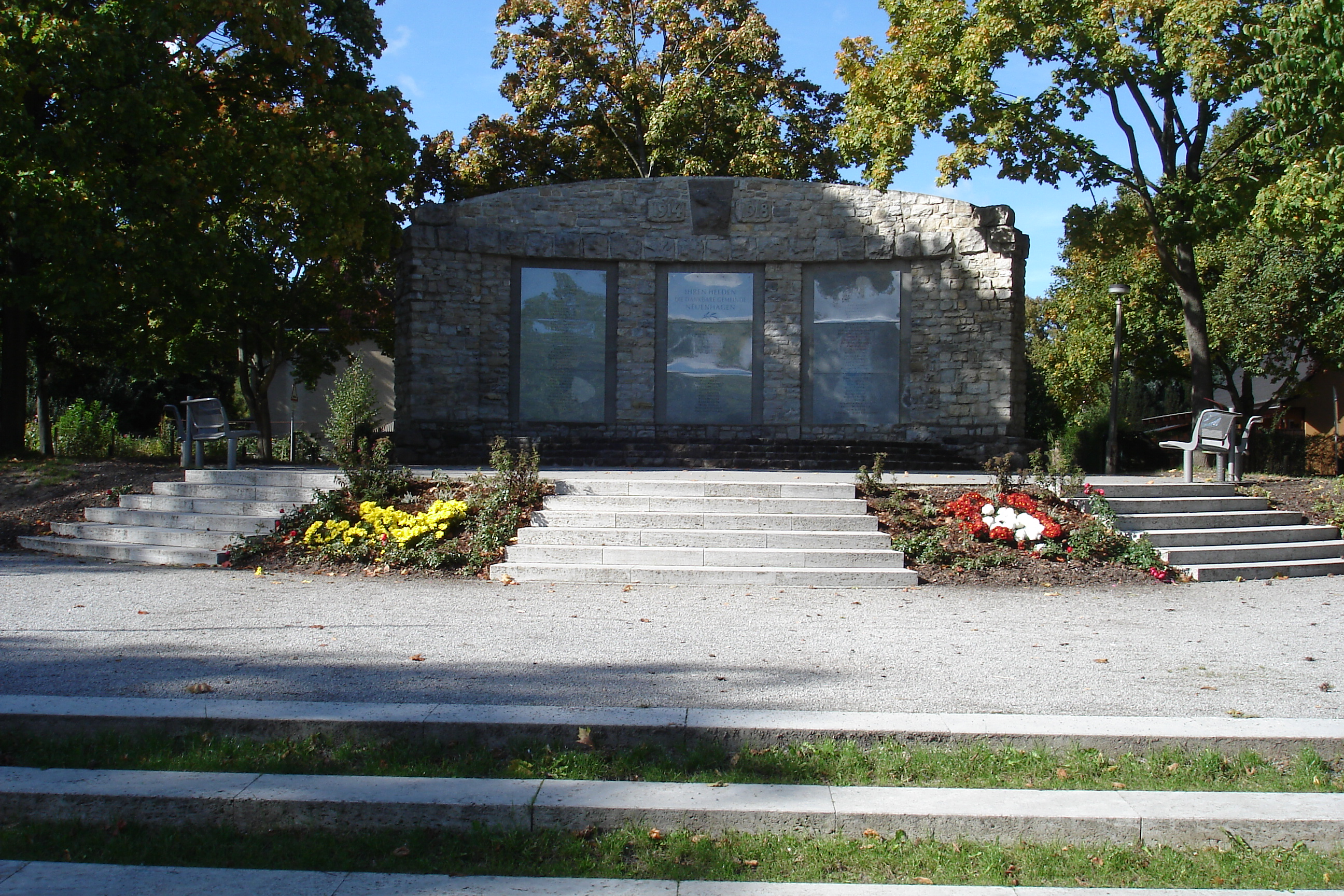
Denkmal für die Opfer des Ersten Weltkrieges

Gebietsstand des jeweiligen Jahres, Einwohnerzahl: Stand 31. Dezember (ab 1991),, ab 2011 auf Basis des Zensus 2011, ab 2022 auf Basis des Zensus 2022

## Politik

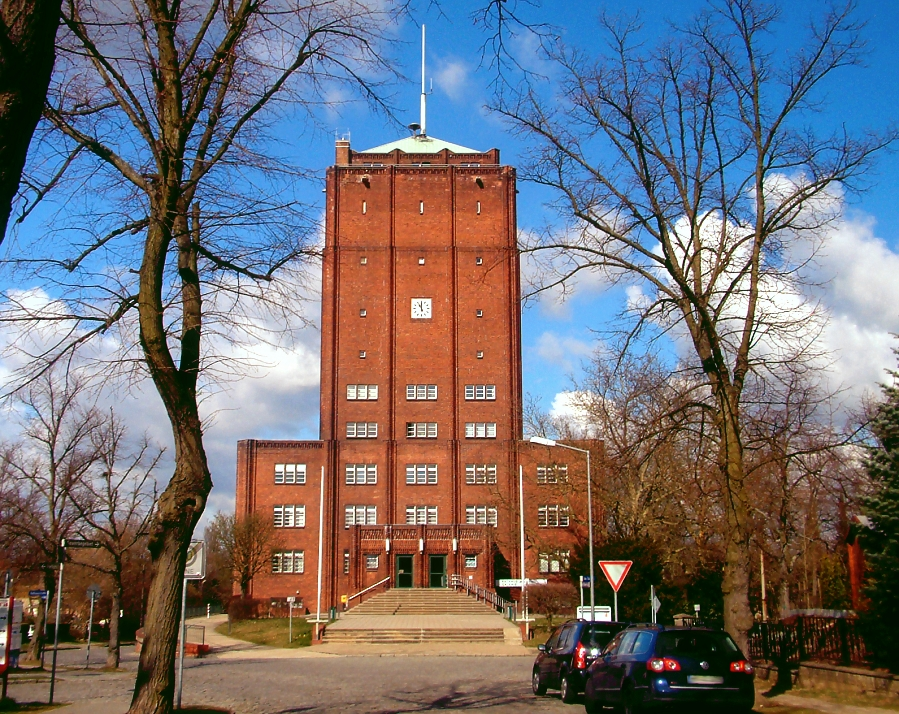
Rathaus Neuenhagen

### Gemeindevertretung
Die Gemeindevertretung von Neuenhagen besteht entsprechend der Einwohnerzahl der Gemeinde aus 28 Gemeindevertretern und dem hauptamtlichen Bürgermeister. Die Kommunalwahl am 9. Juni 2024 führte zu folgendem Ergebnis:
| Partei / Wählergruppe                     | Stimmenanteil 2019 | Sitze 2019 |  | Stimmenanteil 2024 | Sitze 2024 |
| ----------------------------------------- | ------------------ | ---------- |  | ------------------ | ---------- |
| AfD                                       | 10,3 %             | 2          |  | 20,7 %             | 6          |
| Die Parteilosen                           | 24,3 %             | 7          |  | 18,2 %             | 5          |
| CDU                                       | 16,1 %             | 5          |  | 15,9 %             | 4          |
| Bündnis 90/Die Grünen                     | 14,0 %             | 4          |  | 11,0 %             | 3          |
| Freie Mitte                               | –                  | –          |  | 10,8 %             | 3          |
| Die Linke                                 | 16,0 %             | 5          |  | 10,0 %             | 3          |
| SPD                                       | 08,5 %             | 2          |  | 09,1 %             | 3          |
| FDP                                       | 04,0 %             | 1          |  | 03,2 %             | 1          |
| Einzelbewerber Mario Fröhlich             | –                  | –          |  | 01,0 %             | –          |
| Neuenhagener Wählergemeinschaft Feuerwehr | 04,0 %             | 1          |  | –                  | –          |
| Einzelbewerber Helmut May                 | 01,4 %             | –          |  | –                  | –          |
| Einzelbewerber Erik Bitterling            | 00,4 %             | –          |  | –                  | –          |
| Insgesamt                                 | 100 %              | 27         |  | 100 %              | 28         |

Bei der Wahl 2019 entfielen auf die AfD entsprechend ihrem Stimmenanteil drei Sitze, von denen einer unbesetzt blieb, weil die Partei nur zwei Kandidaten nominiert hatte.

### Bürgermeister
- 1948–1955: Erich A. Bischof (SED)
- 1990–2002: Klaus Ahrens (CDU)
- 2002–2018: Jürgen Henze (parteilos)
- seit 2018: Ansgar Scharnke (Die Parteilosen)

Scharnke wurde in der Bürgermeisterstichwahl am 18. März 2018 mit 76,8 % der gültigen Stimmen gewählt. Seine Amtszeit beträgt acht Jahre.

### Wappen
| Wappen von Neuenhagen bei Berlin | Blasonierung: „In silbernem Schild ein rotes Gebäude (Rathaus) mit mehrstöckigem Mittelturm, begleitet von zwei silbernen Schildchen, darin rechts eine schwarze Glocke, links eine grüne Zwiebel.“ |
| Wappen von Neuenhagen bei Berlin | Wappenbegründung: Das rote Gebäude ist das Rathaus von Neuenhagen. Die zwei Wappenschilde symbolisieren die zwei früheren Ortsteile: Die schwarze Glocke steht für Neuenhagen (historische Ave-Maria-Glocke der Dorfkirche), die grüne Zwiebel für Bollensdorf. Das Wappen wurde am 21. November 1991 durch das Ministerium des Innern genehmigt. |

### Flagge
„Die Flagge ist Rot-Weiß (1:1) gestreift und mittig mit dem Gemeindewappen belegt.“

### Städtepartnerschaften
Partnerschaften bestehen zur bayerischen Gemeinde Grünwald bei München und zur polnischen Stadt Świebodzin (Schwiebus).

## Sehenswürdigkeiten
In der Liste der Baudenkmale in Neuenhagen bei Berlin stehen die in der Denkmalliste des Landes Brandenburg eingetragenen Baudenkmale.
Rathaus
Durch seine Größe und seine prägnante Bauform ist das Rathaus von Neuenhagen schon von weitem sichtbar und durch seine Kombination aus Wasserturm und Verwaltungsgebäude im Land Brandenburg einmalig. Bereits kurz nach dem Ersten Weltkrieg plante die Betriebsverwaltung der Kreiswasserwerke Niederbarnim die Errichtung eines Wasserturms in der Nähe der Gemeinde Neuenhagen, da der Wasserdruck für die Gemeinde zeitweise nicht ausreichte. Da dieser in einer landschaftlich bevorzugten Gegend stehen würde, sollte der Turm nicht nur ein reines Zweckbauwerk sein, sondern sich auch durch sein Äußeres der Umgebung anpassen. 1922 wurde für diesen Bau durch den Landrat eine Ausschreibung veranlasst, an der sich auch die Allgemeine Bau-Aktiengesellschaft (ABA) beteiligte, die den Berliner Architekten Wilhelm Wagner in das Projekt einbezog. Dessen Entwurf eines Wasserturms reichte die ABA mit ihrem Angebot ein und bekam den Zuschlag. Am 23. Oktober 1924 wurde der Vertrag über die Errichtung des Gebäudes unterzeichnet.
Als Standort hatte man den nördlich in Neuenhagen liegenden Bullenberg ausgewählt. Nachdem hier bereits das Gelände vorbereitet und die Baugrube ausgehoben worden war, wurde durch die Gemeindevertretung der Vorschlag eingebracht, den Bau mit einem Rathaus zu kombinieren. Da das alte Baugelände außerhalb von Neuenhagen lag, entschied man sich für einen neuen Standort unweit des heutigen, jedoch musste man sich für den Mühlenberg entscheiden, da der gewählte Baugrund für das Gebäude nicht optimal war. Im Januar 1925 begannen die Bauarbeiten, und am 10. Mai 1925 beging man die Grundsteinlegung. Der Bau wurde am 25. September 1926 fertiggestellt. Das Rathaus hat eine Höhe von 41,75 m, der Wasserbehälter hat ein Fassungsvermögen von einer Million Liter, eine Tiefe von 8 m und einen Durchmesser von 13 m.
Kirchen

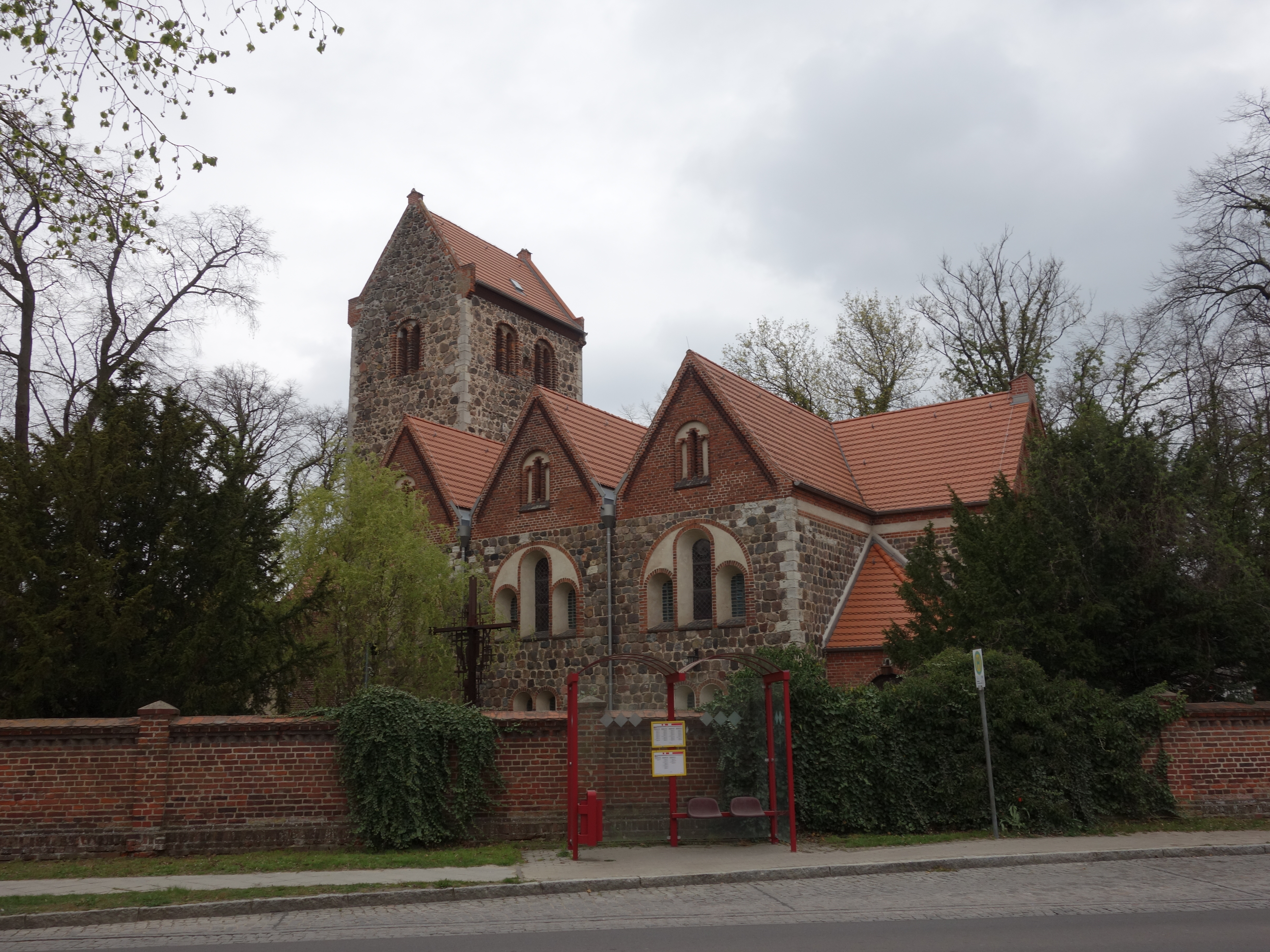
Dorfkirche Neuenhagen

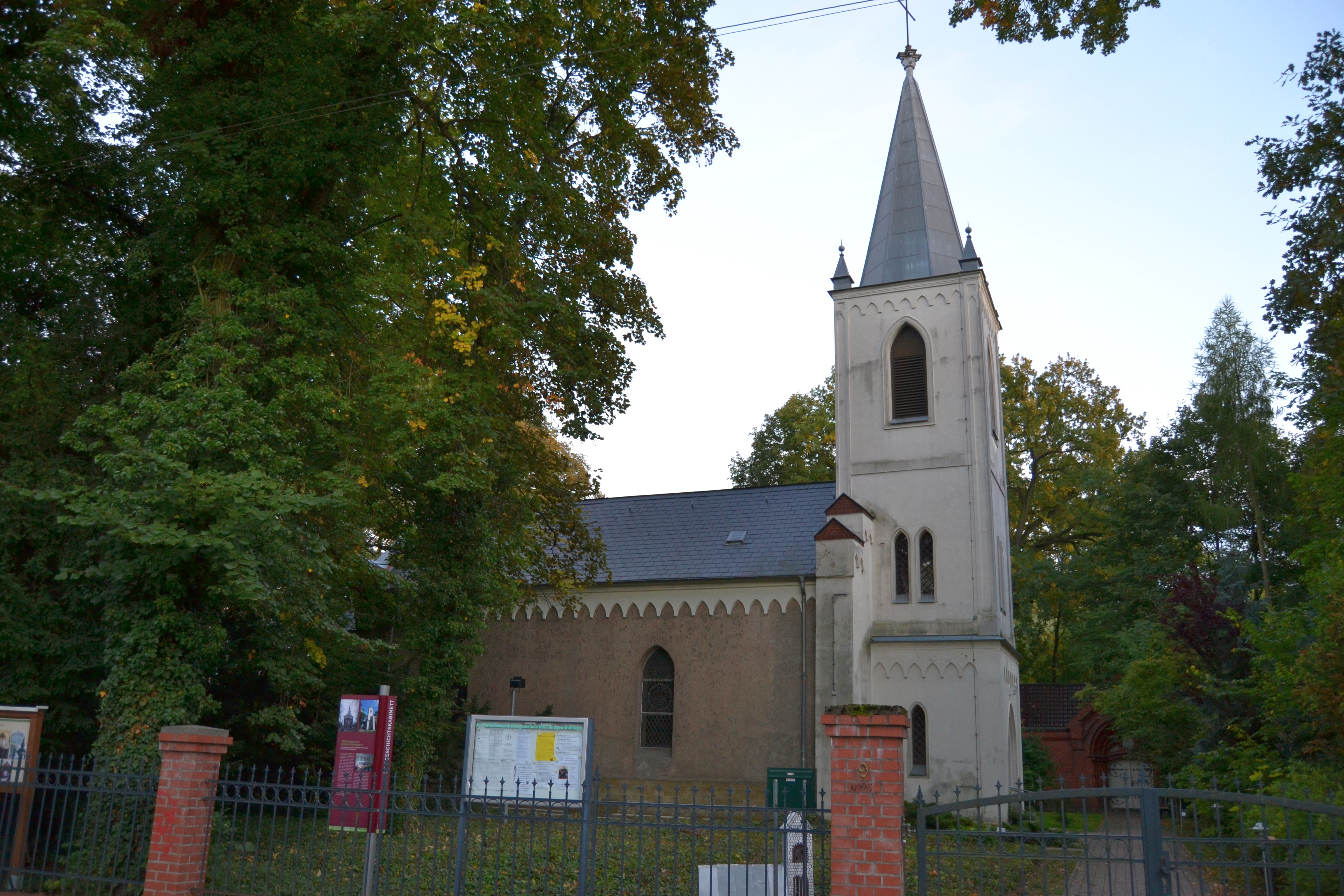
Dorfkirche Bollensdorf

Die heute evangelische Kirche des Dorfes Neuenhagen wurde um 1250 als frühgotische Feldsteinkirche mit breitem Turm erbaut und befindet sich auf dem Anger in der Carl-Schmäcke-Straße. Neben Turmsegmenten sind die Fenster an der Ostseite aus der Entstehungszeit erhalten. Erstmals schriftlich erwähnt wurden Ort und Kirche im Landbuch Kaiser Karls IV. im Jahre 1375. Im Jahre 1723 erfolgte eine barocke Ausgestaltung des Kircheninneren mit einem bedeutenden Kanzelaltar. Das Turmportal wurde nach dem Schließen der Nordtür zum Haupteingang. Eine gravierende bauliche Erweiterung erfolgte im Jahre 1898 mit dem Anbau eines zweistöckigen Seitenschiffs, das nach außen durch drei Giebelbauten abgeschlossen wurde. Dabei verwendete der Bauherr wiederum nur Feldstein für die Außenfassade, sodass ein harmonisch wirkender Eindruck entstand. Innen entstand ein Holztonnengewölbe. Die Dachkonstruktion wurde vorher um 1,5 Meter erhöht, wodurch auch die vom Gutsherrn Georg Leopold Dotti (1852–1915) 1904 gestiftete Orgel von der Berliner Orgelbaufirma Gebr. Dinse Platz auf der Empore hatte. Der Patron stiftete auch einen neuen Altar, wobei das ältere wertvolle Exemplar in das Märkische Museum Berlin zur Ausstellung abgegeben wurde. Im Zweiten Weltkrieg wurde der Altarsaal des Museums und damit auch der Kanzelaltar zerstört. Im Turm befindet sich eine wertvolle 750 kg schwere Glocke aus dem 14. Jahrhundert. Zwei neu gegossene Glocken wurden 2005 beschafft und aufgehängt, die das Geläut nun wieder vervollständigen.
Seit der Eingemeindung des Dorfes Bollensdorf 1929 besitzt Neuenhagen im Ortskern Bollensdorf eine zweite Dorfkirche in der Dorfstraße, die ebenfalls zur Planbesiedlung der Mittelmark der Mark Brandenburg zwischen 1250 und 1280 als Feldsteinkirche errichtet wurde. Auch sie wird im Landbuch Kaiser Karls IV. von 1375 erwähnt. Allerdings hat sie nach Zerstörungen viele Um- und Erweiterungsbauten erfahren. Insbesondere sind wesentliche Erneuerungen im späten 17. Jahrhundert durch die Gutsherrenfamilie von Görtzke und im 19. Jahrhundert durch die Rittergutsbesitzerfamilie Kelch zu erwähnen. Letztere erfolgte im neugotischen Stil. Die Außenseite der Kirche wurde vermutlich bereits in der Barockzeit verputzt, sodass die Feldsteine jetzt in den 1,17 Meter dicken Wänden aufzufinden sind. Von 1939 bis 1941 wurden ein zweistöckiges Gemeindehaus mit Kirchsaal (durch eine Falttür in Verbindung mit dem Kircheninneren) und ein Gemeindesaal angebaut. Seit 1951 hat die Kirche fünf farbige Kirchenfenster aus der Werkstatt von Katharina Peschel. Die Ausstattung wurde 1960 generalsaniert und unter anderem mit neuem Gestühl, Kanzel, Altar und Taufstein ausgestattet. Die Kirche verfügte über eine reichhaltige barocke Ausstattung, von der noch zwei Brüstungstafeln von 1621 und ein wertvoller Kelch von 1651 erhalten sind. Die Orgel mit sechs Registern wurde 1862 von Heinrich Wittig erbaut. Im ehemaligen Kelchschen Erbbegräbnishaus („Mausoleum“ genannt) auf dem Kirchhof hat der Geschichtskreis der Evangelischen Verheißungskirchengemeinde ein Geschichtskabinett eingerichtet, das wöchentlich besucht werden kann. Der Kunstschmied Fritz Kühn fertigte 1961 ein Bronzekreuz und zwei Leuchter, die seitdem auf dem Altar stehen. Die Ave-Maria-Glocke im Turm stammt aus dem 13. Jahrhundert.

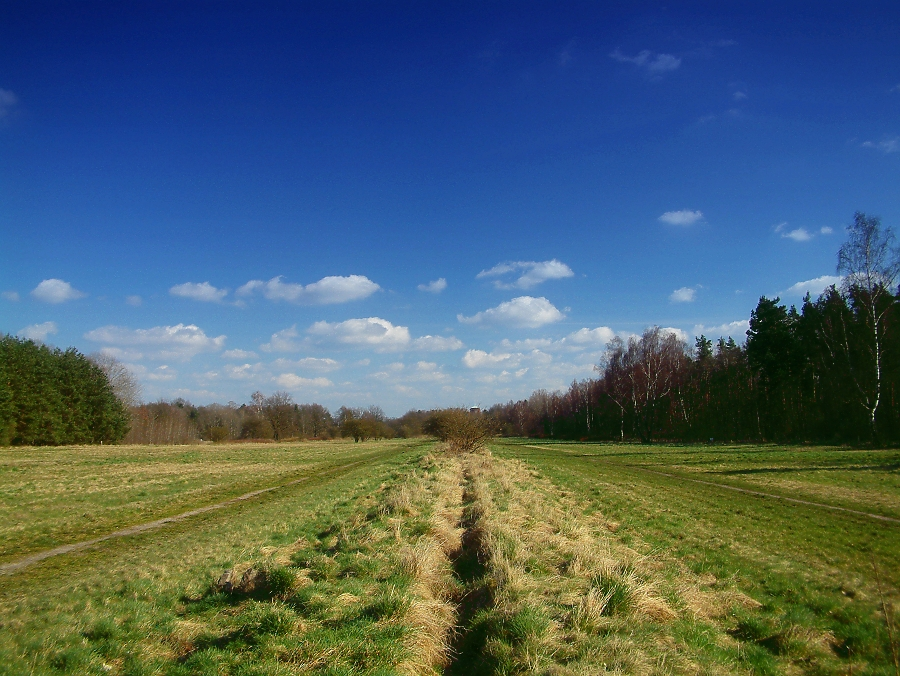
Neuenhagener Trainierbahn
Die Neuenhagener Trainierbahn an der Hönower Chaussee ist eine von zwei in Neuenhagen um 1900 angelegten Übungsbahnen für die einstmals zahlreich in Hoppegarten und Neuenhagen (im Zusammenhang mit der Galopprennbahn Hoppegarten) ansässigen Rennpferde. Die Übungsbahn hatte für das Training der in Neuenhagen und Hoppegarten untergestellten Rennpferde eine große Bedeutung. 1923 diente sie als Drehort für Szenen im Film Lord Reginalds Derbyritt (Regie: Arthur Teuber). Eine Besonderheit der rund 3400 Meter langen Bahn ist das noch heute erkennbare Bewässerungssystem (sowie die Brunnen) in Form eines Ringkanals, der rund um die Bahn angelegt wurde. Von der dazugehörigen Pumpenanlage, bestehend aus einem Pumpenhaus – in der oberen Etage befand sich die Wohnung des Pumpenwartes – einem Stall und einem Schuppen, sind heute nur noch die Grundmauern des Pumpenhauses erhalten, die Gebäude wurden in den letzten Kriegstagen zerstört. Die Bahn selbst verlor nach 1945 ihre eigentliche Bedeutung.
Fallada-Haus
Der Schriftsteller Hans Fallada lebte von August 1930 bis November 1932 in einem Haus am heutigen Falladaring 10 in der Siedlung Grüner Winkel. Zwischen Oktober 1931 und Februar 1932 arbeitete er dort an seinem Roman Kleiner Mann – was nun?. Im Haus gibt es seit dem 21. Juli 2021 den einzigen Fallada-Gedenkort in Brandenburg mit einer Ausstellung über den Schriftsteller. Im Herbst 1932 zog Fallada nach Berkenbrück.
Die Siedlung Grüner Winkel wurde 1963 anlässlich des 70. Geburtstags Falladas in Falladaring umbenannt. Ihm zu Ehren wurde die Hans-Fallada-Grundschule in Neuenhagen benannt.

## Wirtschaft und Infrastruktur

### Unternehmen

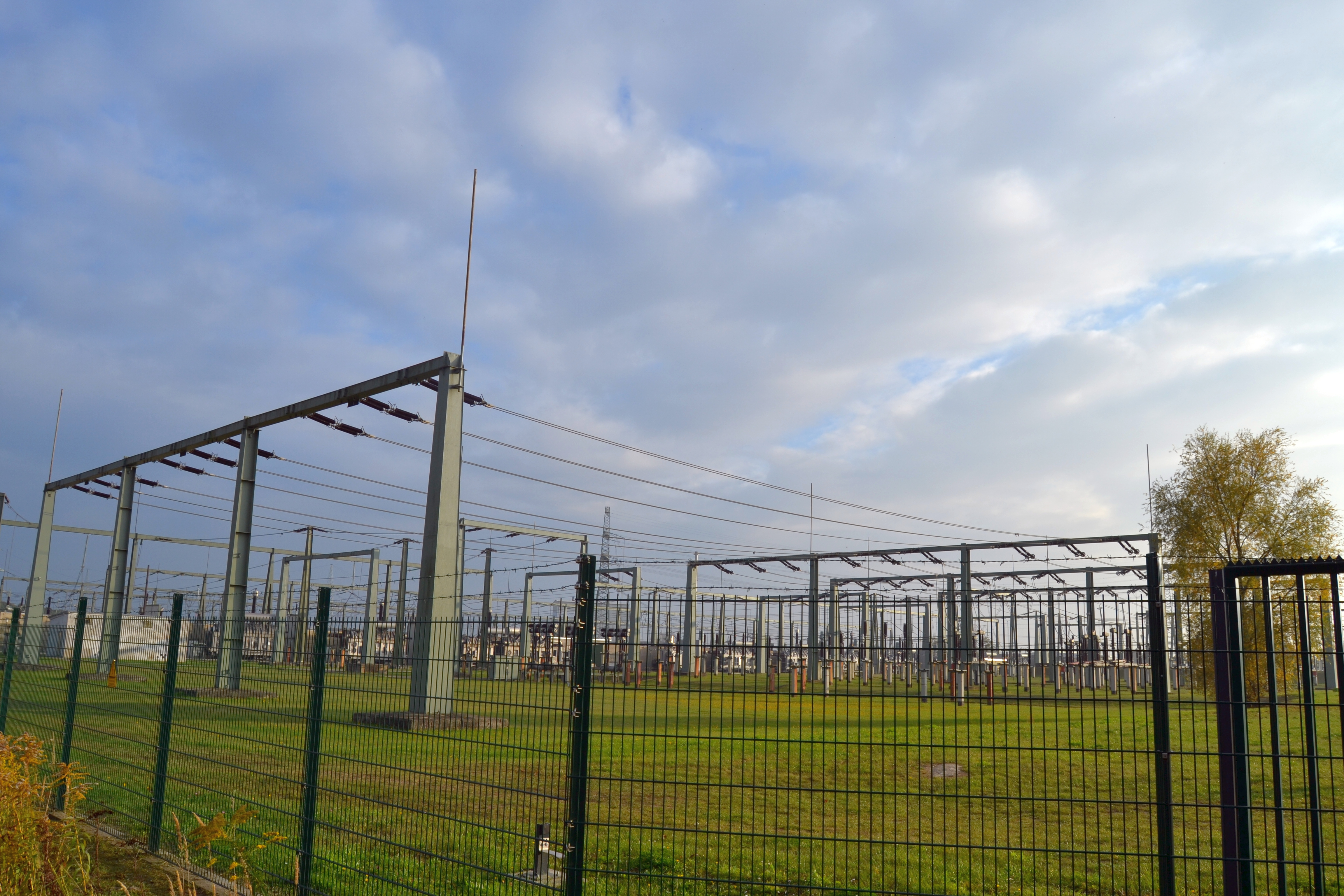
Umspannwerk Neuenhagen

In Neuenhagen befindet sich eines der größten Umspannwerke der neuen Bundesländer, das heute zum Übertragungsnetzbetreiber 50Hertz Transmission, einer ehemaligen Tochter des Vattenfall-Konzerns, gehört. Besonderheiten des Umspannwerks sind das Vorhandensein aller drei in Europa gebräuchlichen Spannungsebenen des Hochspannungsnetzes (380 kV, 220 kV und 110 kV) und der Einsatz von zwei (ehemals drei) Transformatorbänken. Bei einer Transformatorbank existiert für jeden der drei Leiter des Drehstromnetzes ein eigener Transformator, während in modernen Umspannwerken ein einzelner Transformator die Übersetzung für alle drei Leiter übernimmt.
Das Neuenhagener Umspannwerk ist ein Industriebau der 1950er-Jahre und nahm am 31. Mai 1956 seinen Betrieb auf. Aufgrund seiner baulichen Besonderheiten wurde es in die Denkmalliste des Landes Brandenburg aufgenommen.
In Neuenhagen ist ein Standort des Unternehmens Momox/Medimops.

### Verkehr

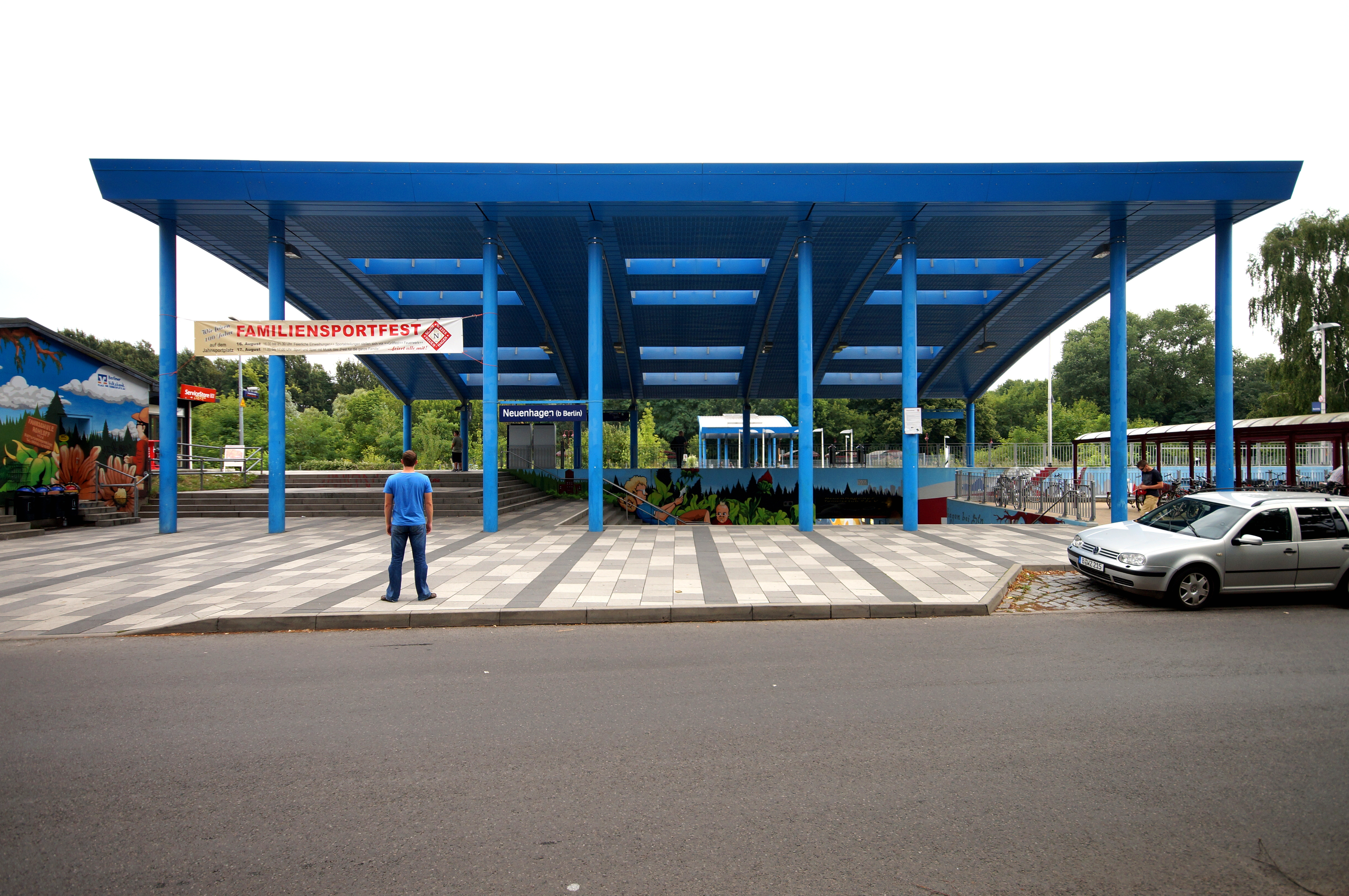
Haupteingang des Bahnhofs Neuenhagen bei Berlin

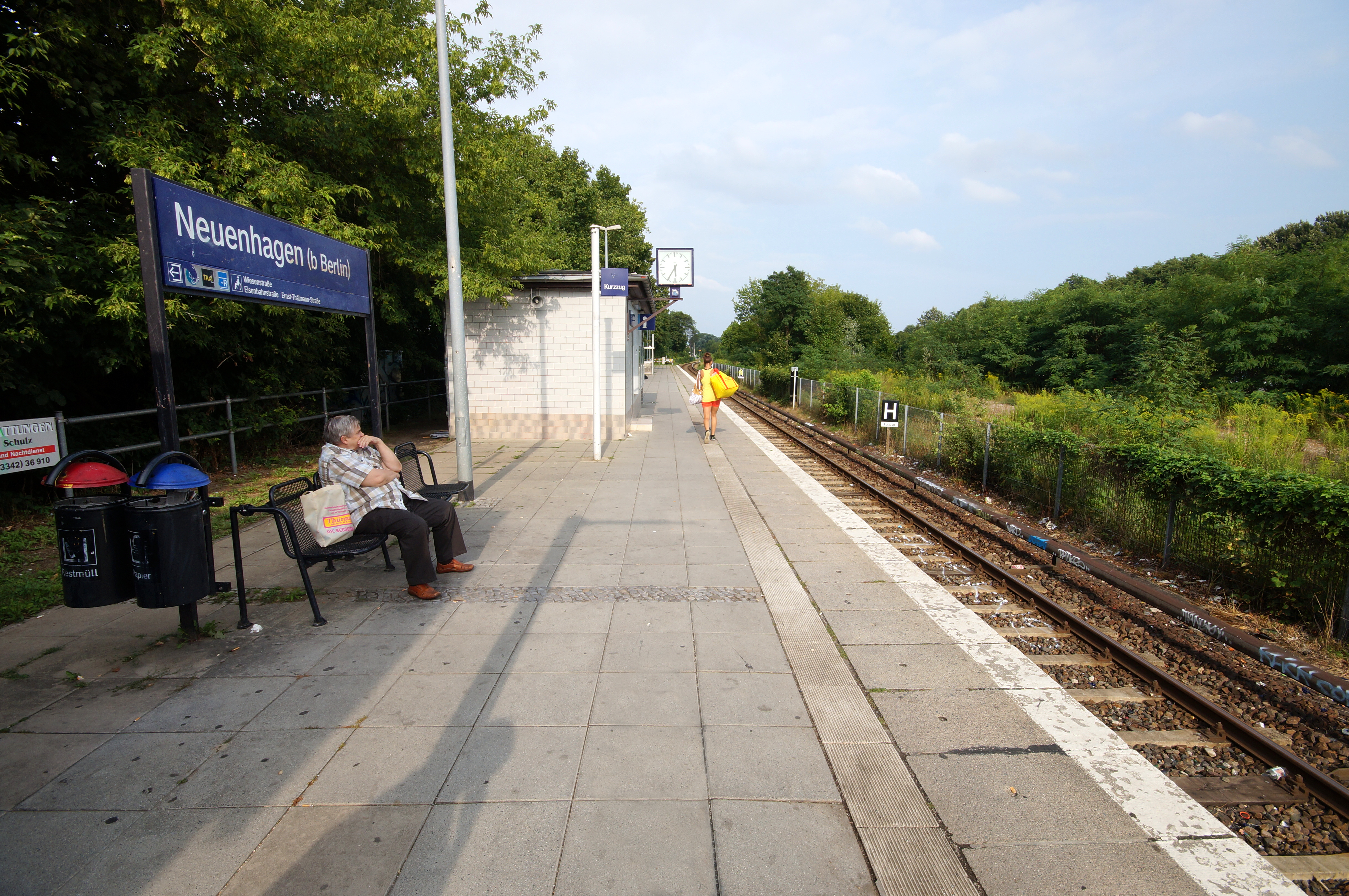
Bahnsteig des Bahnhofs Neuenhagen bei Berlin

Der Bahnhof Neuenhagen (b Berlin) liegt an der Bahnstrecke Berlin–Küstrin. Er wird von der Berliner S-Bahn-Linie S 5 im Tarifbereich Berlin C des Verkehrsverbundes Berlin-Brandenburg bedient.
Der öffentliche Personennahverkehr wird unter anderem durch den PlusBus des Verkehrsverbund Berlin-Brandenburg erbracht. Folgende Verbindung führt, betrieben von der Busverkehr Oder-Spree, ab Neuenhagen:
- Linie 420: Neuenhagen ↔ Schöneiche ↔ Woltersdorf ↔ Erkner

Innerhalb des Ortes verlaufen weitere Buslinien, darunter die Ringlinie 940.
Neuenhagen liegt an der Landesstraße L 338 zwischen Hönow und Schöneiche. Die Bundesstraße B 1 / B 5 führt unmittelbar südlich am Ort vorbei. Die Länge des gesamten Straßennetzes in der Gemeinde beträgt ca. 106 km. Die A 10 (östlicher Berliner Ring) durchquert das Gemeindegebiet. Die nächstgelegenen Anschlussstellen sind Berlin-Marzahn und Berlin-Hellersdorf.

### Sport
Das Freibad von Neuenhagen liegt circa 100 Meter vom Bahnhof Neuenhagen entfernt am Liebermannweg. Es hat ein Sportbecken mit fünf Bahnen, ein Familien- und ein Kinderbecken, eine 40 Meter lange Wasserrutsche sowie eine große Liegewiese mit Beachvolleyballfeld.

## Persönlichkeiten

### Söhne und Töchter der Gemeinde
- Johanna Solf (1887–1954), Widerstandskämpferin, Witwe von Wilhelm Solf, Begründerin des Solf-Kreises
- Wolfgang Rademann (1934–2016), Fernsehproduzent

### Mit der Gemeinde verbundene Persönlichkeiten
- Albert Schumann (1858–1939), Zirkusdirektor und Kunstreiter, Inhaber des Zirkus Schumann, kaufte um 1919 die ehemalige Dotti-Villa, in der er bis zu seinem Tode lebte
- Oskar Zeller (1863–1949), Chirurg, lebte von 1944 bis zu seinem Tode in Neuenhagen, nach ihm wurde die Professor-Zeller-Straße im Ort benannt
- Martin Abendroth (1883–1977), Opernsänger (Bassbariton) und Gesangspädagoge, lebte viele Jahre in Neuenhagen

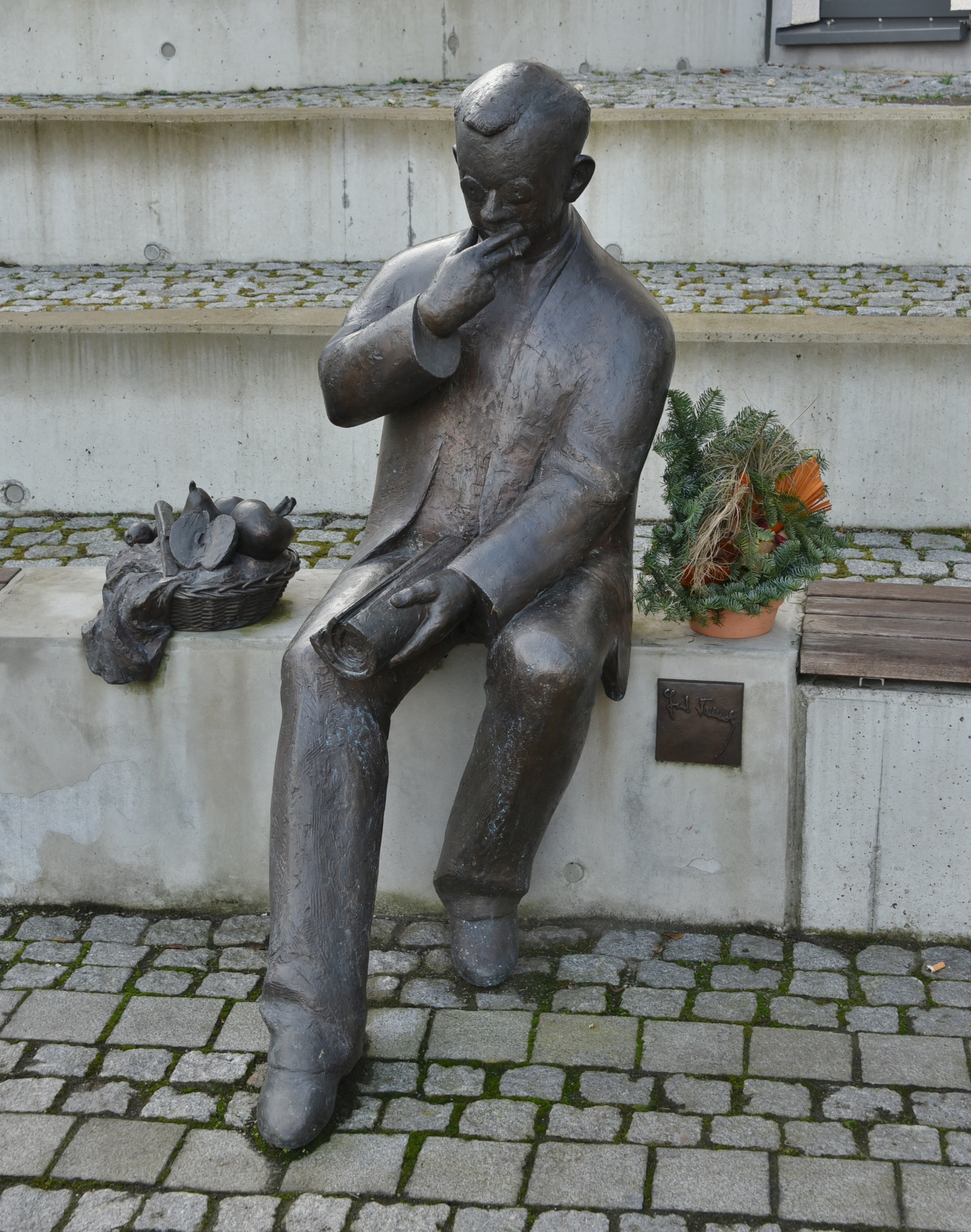
Hans Fallada (Skulptur am Rathaus)

- Hans Fallada (1893–1947), Schriftsteller, lebte von 1930 bis 1932 in Neuenhagen
- Margarete Rönnfeldt (1901–1981), Gerechte unter den Völkern versteckte das jüdische Kind Harry Ernsthaft in ihrem Haus in Neuenhagen
- Günther Gereke (1893–1970), Politiker (DNVP, CNBL, später CDU und Ost-CDU), in Neuenhagen gestorben
- Otto Schmidt (1896–1964), Jockey, lebte von 1915 bis 1949 in Neuenhagen.
- Horst Rocholl (1908–2004), Mediziner, in Neuenhagen gestorben, seit 2003 Ehrenbürger; nach ihm wurde die Dr.-Horst-Rocholl-Straße im Wohngebiet Gruscheweg benannt
- Heinz Draehn (1921–2010), Schauspieler und Kabarettist, wohnte über 50 Jahre im Ort
- Franz Loeser (1924–1990), Philosoph, lebte viele Jahre in Neuenhagen[19]
- Michael Klein (1943–2022), Bildhauer, lebte seit 1993 in Neuenhagen
- Arno Gassmann (1968–2019), Literaturwissenschaftler und Kommunalpolitiker, lebte seit 2004 in Neuenhagen
- Dieter „Maschine“ Birr (* 1944), Sänger und Frontmann der Band Puhdys, lebt in Neuenhagen
- Bernd Römer (* 1952), Gitarrist der Band Karat, lebt in Neuenhagen